# 一徳防山
一徳防山（いっとくぼうさん、一徳坊山とも書く）は、大阪府河内長野市にある標高541mの山である。大阪50山のひとつ。
山頂は狭く、西側が崩落しており危険である。山頂から東南500mくらいのところに鉄塔があり、そのすぐ上の小さな台地に三角点（544.3m）が設けられている。三角点からは360度の展望が開けており、特に南側は編笠山（標高635m）、岩湧山（標高897.7m）を間近で見ることができる。
登山口は、南海バス・中日野バス停付近、岩湧寺付近にある。